# Porta Sueca
La Porta Sueca (en letó: Zviedru vārti) és un edifici situat a Riga, capital de Letònia. L'edifici va ser construït el 1698 com a part de la muralla de Riga, per proporcionar accés a les casernes fora de la muralla de la ciutat. Després la llegenda té el seu nom, com el lloc on Gustau II Adolf va entrar a la ciutat el 1621.
El personatge de ficció Kurt Wallander, creat per Henning Mankell, visita aquest lloc a la seva obra Els gossos de Riga (2002).